# Tim Nedow
Tim Nedow (Brockville, 16 ottobre 1990) è un pesista e discobolo canadese.

## Palmarès
| Anno | Manifestazione      | Sede           | Evento           | Risultato | Prestazione | Note                                     |
| ---- | ------------------- | -------------- | ---------------- | --------- | ----------- | ---------------------------------------- |
| 2011 | Universiadi         | Shenzhen       | Getto del peso   | 12º       | 18,13 m     |                                          |
| 2013 | Universiadi         | Kazan'         | Getto del peso   | nm (q)    | nm (q)      |                                          |
| 2013 | Mondiali            | Mosca          | Getto del peso   | 24º (q)   | 18,72 m     |                                          |
| 2014 | Commonwealth        | Glasgow        | Getto del peso   | Bronzo    | 20,59 m     |                                          |
| 2015 | Panamericani        | Toronto        | Getto del peso   | Argento   | 20,53 m     | Miglior prestazione personale stagionale |
| 2015 | Panamericani        | Toronto        | Lancio del disco | 6º        | 61,49 m     | Miglior prestazione personale            |
| 2015 | Mondiali            | Pechino        | Getto del peso   | 20º (q)   | 19,63 m     |                                          |
| 2016 | Mondiali indoor     | Portland       | Getto del peso   | 7º        | 20,23 m     |                                          |
| 2016 | Giochi olimpici     | Rio de Janeiro | Getto del peso   | 16º (q)   | 20,00 m     |                                          |
| 2017 | Mondiali            | Londra         | Getto del peso   | 16º (q)   | 20,09 m     |                                          |
| 2018 | Mondiali indoor     | Birmingham     | Getto del peso   | 9º        | 20,82 m     | Miglior prestazione personale stagionale |
| 2018 | Commonwealth        | Gold Coast     | Getto del peso   | Bronzo    | 20,91 m     | Miglior prestazione personale stagionale |
| 2018 | Campionati NACAC    | Toronto        | Getto del peso   | Argento   | 21,02 m     |                                          |
| 2019 | Giochi panamericani | Lima           | Getto del peso   | 4º        | 20,48 m     |                                          |
| 2019 | Mondiali            | Doha           | Getto del peso   | 9º        | 20,85 m     |                                          |
| 2021 | Giochi olimpici     | Tokyo          | Getto del peso   | 31º (q)   | 19,42 m     |                                          |